# Jaltomata propinqua
Jaltomata propinqua ist eine Pflanzenart aus der Gattung Jaltomata in der Familie der Nachtschattengewächse (Solanaceae).

## Beschreibung
Jaltomata propinqua sind bis zu 1,2 m hohe Halbsträucher oder Sträucher. Die jungen Triebe, die Laubblätter, die äußere Seite der Krone und des Kelches sind mit vielzelligen, aufrechten Trichomen besetzt, die gelegentlich drüsig und meist einreihig sind, jedoch am Kelch gelegentlich auch verzweigt sein können. Die Laubblätter stehen einzeln oder in Paaren, sie sind lanzettlich mit zugespitzter Spitze bis eiförmig mit abgestumpfter Spitze; ganzrandig bis gewellt-gekerbt und bis zu 9,5 × 5,5 cm groß, meist aber kleiner.
Die Blütenstände bestehen aus vier bis sieben (selten bis zehn) Blüten, selten ist der Blütenstand verzweigt. An die etwa 5 mm lange Kronröhre schließt sich ein umgebogener Kronsaum an, durch den die Blüte einen Durchmesser von etwa 2 cm erhält. Das Zentrum der Krone ist dunkelviolett oder -blau und wird nach außen hin heller. Die Staubfäden sind am unteren Ende filzig mit einreihigen Trichomen besetzt, zur Spitze hin werden sie unbehaart. Die dunklen Staubbeutel sind etwa 1,3 bis 2 mm lang. Der Griffel ist etwa doppelt so lang wie die Staubblätter.

## Vorkommen
Die Art ist vor allem in der Provinz Huarochirí (Peru), aber auch im restlichen Lima verbreitet, wo sie meist zwischen 2.000 und 3.000 m vorkommt, jedoch auch bis hinab auf 1.800 m und hinauf bis 3.800 m zu finden ist. Dort wächst sie an steinigen und kiesigen Standorten an trockenen, offenen Hängen und Flussufern.